# Rossignol de David
Espèce
Statut de conservation UICN

 NT  : Quasi menacé
Le Rossignol de David (Calliope pectardens) est une espèce de passereau de la famille des Muscicapidae, que l'on trouve dans les régions occidentales et centrales de la Chine.
La première description formelle du Rossignol de David a été faite par le prêtre catholique et zoologiste Armand David en 1877, qui a inventé le nom binomial actuel Calliope pectardens,. L'espèce a ensuite été placée dans le genre Luscinia, mais lorsqu'une étude phylogénétique moléculaire publiée en 2010 a révélé que Luscinia n'était pas monophylétique, le genre a été divisé et plusieurs espèces, dont le Rossignol de David, ont été déplacées vers le genre rétabli Calliope.

## Étymologie
Calliope, du grec ancien signifiant « à la belle voix », était l'une des muses de la mythologie grecque.
Le nom spécifique pectardens vient du latin pectus qui signifie « sein » et ardens qui signifie « ardent » ou « brillant ».

## Répartition
Il se reproduit au Sichuan, en Chine, et hiverne principalement dans le sous-continent indien.
Son aire d'hivernage s'étend au Bangladesh, au Bhoutan, en Inde, au Népal, au Tibet et au Myanmar.
Son habitat naturel est la forêt tempérée. Il est menacé par la perte de son habitat.